# Сноубординг на зимових Олімпійських іграх 2022 — сноубордкрос (жінки)
Змагання зі сноубордингу в дисципліні сноубордкрос серед жінок на зимових Олімпійських іграх 2022 відбулися 9 лютого 2022 року в Сніговому парку Геньтін у Чжанцзякоу.
Чинна олімпійська чемпіонка Мікела Мойолі кваліфікувалась на Олімпіаду, як і срібна медалістка Ігор-2018 Жулія Перейра де Соуза Мабіло. Володарка бронзової нагороди Ігор-2018 Ева Самкова зазнала травми і не змогла взяти участі. Шарлотт Бенкс очолювала залік Кубка світу 2021–2022 після шести змагань зі сноубордкросу, що відбулися перед Олімпійськими іграми. За нею розмістилися Клое Треспеш і Мойолі. Бенкс перемогла на Чемпіонаті світу 2021 року, а Мойолі та Самкова посіли, відповідно, 2-ге і 3-тє місця.

## Результати

### Посівні заїзди
Посівні заїзди розпочались об 11:00.
| Місце | Номер | Ім'я                          | Країна                     | 1-й заїзд | 2-й заїзд | Кращий  | Нотатки |
| ----- | ----- | ----------------------------- | -------------------------- | --------- | --------- | ------- | ------- |
| 1     | 4     | Мікела Мойолі                 | Італія                     | 1:22.19   | –         | 1:22.19 |         |
| 2     | 3     | Шарлотт Бенкс                 | Велика Британія            | 1:22.72   | –         | 1:22.72 |         |
| 3     | 14    | Мер'єта О'Дайн                | Канада                     | 1:23.01   | –         | 1:23.01 |         |
| 4     | 1     | Стейсі Ґаскілл                | США                        | 1:23.14   | –         | 1:23.14 |         |
| 5     | 6     | Ліндсі Джекобелліс            | США                        | 1:23.44   | –         | 1:23.44 |         |
| 6     | 10    | Жулія Перейра де Соуза Мабіло | Франція                    | 1:23.89   | –         | 1:23.89 |         |
| 7     | 5     | Фає Ґуліні                    | США                        | 1:23.98   | –         | 1:23.98 |         |
| 8     | 7     | Клое Треспеш                  | Франція                    | 1:24.27   | –         | 1:24.27 |         |
| 9     | 8     | Піа Церкгольд                 | Австрія                    | 1:24.53   | –         | 1:24.53 |         |
| 10    | 16    | Христина Пауль                | Олімпійський комітет Росії | 1:24.76   | –         | 1:24.76 |         |
| 11    | 25    | Катеріна Карпано              | Італія                     | 1:24.87   | –         | 1:24.87 |         |
| 12    | 15    | Манон Петі-Ленуар             | Франція                    | 1:24.96   | –         | 1:24.96 |         |
| 13    | 12    | Одрі Макманіман               | Канада                     | 1:24.98   | –         | 1:24.98 |         |
| 14    | 20    | Джозі Бафф                    | Австралія                  | 1:25.11   | –         | 1:25.11 |         |
| 15    | 22    | Софі Гедіґер                  | Швейцарія                  | 1:25.14   | –         | 1:25.14 |         |
| 16    | 23    | Меґан Тірні                   | США                        | 1:25.16   | –         | 1:25.16 |         |
| 17    | 17    | Лара Казанова                 | Швейцарія                  | 1:26.89   | 1:24.12   | 1:24.12 |         |
| 18    | 2     | Белль Брокгофф                | Австралія                  | 1:25.72   | 1:24.72   | 1:24.72 |         |
| 19    | 29    | Олександра Паршина            | Олімпійський комітет Росії | 1:27.16   | 1:24.76   | 1:24.76 |         |
| 20    | 26    | Яна Фішер                     | Німеччина                  | 1:25.76   | 1:24.88   | 1:24.88 |         |
| 21    | 19    | Алексья Кейрель               | Франція                    | 1:25.25   | 1:25.17   | 1:25.17 |         |
| 22    | 21    | Франческа Галліна             | Італія                     | 1:25.27   | 1:25.51   | 1:25.27 |         |
| 23    | 27    | Вендула Гоп'якова             | Чехія                      | 1:26.26   | 1:25.49   | 1:25.49 |         |
| 24    | 13    | Зої Берґерманн                | Канада                     | 1:28.68   | 1:25.84   | 1:25.84 |         |
| 25    | 24    | Марія Васильцова              | Олімпійський комітет Росії | 1:26.39   | 1:25.90   | 1:25.90 |         |
| 26    | 9     | Тесс Крітчлоу                 | Канада                     | 1:26.51   | 1:26.13   | 1:26.13 |         |
| 27    | 28    | Катерина Локтєва-Загорська    | Олімпійський комітет Росії | 1:26.22   | 1:26.41   | 1:26.22 |         |
| 28    | 18    | Зіна Зіґенталер               | Швейцарія                  | 1:26.62   | 1:27.44   | 1:26.62 |         |
| 29    | 11    | Софія Белінгері               | Італія                     | 1:27.81   | 1:33.48   | 1:27.81 |         |
| 30    | 32    | Feng He                       | Китай                      | 1:34.31   | 1:31.25   | 1:31.25 |         |
| 31    | 30    | Maeva Estévez                 | Андорра                    | DNF       | DNS       | DNF     |         |
| 32    | 31    | Юка Накамура                  | Японія                     | DNS       | DNS       | DNS     |         |

### Раунд на вибування

#### 1/8 фіналу
| Місце | Номер | Ім'я          | Країна    | Нотатки |
| ----- | ----- | ------------- | --------- | ------- |
| 1     | 1     | Мікела Мойолі | Італія    | Q       |
| 2     | 16    | Меґан Тірні   | США       | Q       |
| 3     | 17    | Лара Казанова | Швейцарія |         |
|       | 32    | Юка Накамура  | Японія    | DNS     |

| Місце | Номер | Ім'я             | Країна                     | Нотатки |
| ----- | ----- | ---------------- | -------------------------- | ------- |
| 1     | 8     | Клое Треспеш     | Франція                    | Q       |
| 2     | 24    | Зої Берґерманн   | Канада                     | Q       |
| 3     | 9     | Піа Церкгольд    | Австрія                    |         |
| 4     | 25    | Марія Васильцова | Олімпійський комітет Росії |         |

| Місце | Номер | Ім'я               | Країна    | Нотатки |
| ----- | ----- | ------------------ | --------- | ------- |
| 1     | 5     | Ліндсі Джекобелліс | США       | Q       |
| 2     | 28    | Зіна Зіґенталер    | Швейцарія | Q       |
| 3     | 12    | Манон Петі-Ленуар  | Франція   |         |
| 4     | 21    | Алексья Кейрель    | Франція   |         |

| Місце | Номер | Ім'я            | Країна    | Нотатки |
| ----- | ----- | --------------- | --------- | ------- |
| 1     | 4     | Стейсі Ґаскілл  | США       | Q       |
| 2     | 13    | Одрі Макманіман | Канада    | Q       |
| 3     | 20    | Яна Фішер       | Німеччина |         |
| 4     | 29    | Софія Белінгері | Італія    |         |

| Місце | Номер | Ім'я               | Країна                     | Нотатки |
| ----- | ----- | ------------------ | -------------------------- | ------- |
| 1     | 3     | Мер'єта О'Дайн     | Канада                     | Q       |
| 2     | 19    | Олександра Паршина | Олімпійський комітет Росії | Q       |
| 3     | 14    | Джозі Бафф         | Австралія                  |         |
| 4     | 30    | Feng He            | Китай                      |         |

| Місце | Номер | Ім'я                          | Країна                     | Нотатки |
| ----- | ----- | ----------------------------- | -------------------------- | ------- |
| 1     | 6     | Жулія Перейра де Соуза Мабіло | Франція                    | Q       |
| 2     | 11    | Катеріна Карпано              | Італія                     | Q       |
| 3     | 22    | Франческа Галліна             | Італія                     |         |
| 4     | 27    | Катерина Локтєва-Загорська    | Олімпійський комітет Росії |         |

| Місце | Номер | Ім'я              | Країна                     | Нотатки |
| ----- | ----- | ----------------- | -------------------------- | ------- |
| 1     | 7     | Фає Ґуліні        | США                        | Q       |
| 2     | 26    | Тесс Крітчлоу     | Канада                     | Q       |
| 3     | 10    | Христина Пауль    | Олімпійський комітет Росії |         |
|       | 23    | Вендула Гоп'якова | Чехія                      | DNF     |

| Місце | Номер | Ім'я           | Країна          | Нотатки |
| ----- | ----- | -------------- | --------------- | ------- |
| 1     | 2     | Шарлотт Бенкс  | Велика Британія | Q       |
| 2     | 18    | Белль Брокгофф | Австралія       | Q       |
| 3     | 15    | Софі Гедіґер   | Швейцарія       |         |
|       | 31    | Maeva Estévez  | Андорра         | DNS     |

#### Чвертьфінали
| Місце | Номер | Ім'я           | Країна  | Нотатки |
| ----- | ----- | -------------- | ------- | ------- |
| 1     | 1     | Мікела Мойолі  | Італія  | Q       |
| 2     | 8     | Клое Треспеш   | Франція | Q       |
| 3     | 16    | Меґан Тірні    | США     |         |
| 4     | 24    | Зої Берґерманн | Канада  |         |

| Місце | Номер | Ім'я               | Країна    | Нотатки |
| ----- | ----- | ------------------ | --------- | ------- |
| 1     | 5     | Ліндсі Джекобелліс | США       | Q       |
| 2     | 4     | Стейсі Ґаскілл     | США       | Q       |
| 3     | 13    | Одрі Макманіман    | Канада    |         |
| 4     | 28    | Зіна Зіґенталер    | Швейцарія |         |

| Місце | Номер | Ім'я                          | Країна                     | Нотатки |
| ----- | ----- | ----------------------------- | -------------------------- | ------- |
| 1     | 3     | Мер'єта О'Дайн                | Канада                     | Q       |
| 2     | 6     | Жулія Перейра де Соуза Мабіло | Франція                    | Q       |
| 3     | 11    | Катеріна Карпано              | Італія                     |         |
| 4     | 19    | Олександра Паршина            | Олімпійський комітет Росії |         |

| Місце | Номер | Ім'я           | Країна          | Нотатки |
| ----- | ----- | -------------- | --------------- | ------- |
| 1     | 26    | Тесс Крітчлоу  | Канада          | Q       |
| 2     | 18    | Белль Брокгофф | Австралія       | Q       |
| 3     | 2     | Шарлотт Бенкс  | Велика Британія |         |
| 4     | 7     | Фає Ґуліні     | США             |         |

#### Півфінали
| Місце | Номер | Ім'я               | Країна  | Нотатки |
| ----- | ----- | ------------------ | ------- | ------- |
| 1     | 5     | Ліндсі Джекобелліс | США     | Q       |
| 2     | 8     | Клое Треспеш       | Франція | Q       |
| 3     | 1     | Мікела Мойолі      | Італія  |         |
| 4     | 4     | Стейсі Ґаскілл     | США     |         |

| Місце | Номер | Ім'я                          | Країна    | Нотатки |
| ----- | ----- | ----------------------------- | --------- | ------- |
| 1     | 3     | Мер'єта О'Дайн                | Канада    | Q       |
| 2     | 18    | Белль Брокгофф                | Австралія | Q       |
| 3     | 26    | Тесс Крітчлоу                 | Канада    |         |
|       | 6     | Жулія Перейра де Соуза Мабіло | Франція   | DNF     |

#### Фінали
Малий фінал
| Місце | Номер | Ім'я                          | Країна  | Нотатки |
| ----- | ----- | ----------------------------- | ------- | ------- |
| 5     | 6     | Жулія Перейра де Соуза Мабіло | Франція |         |
| 6     | 26    | Тесс Крітчлоу                 | Канада  |         |
| 7     | 4     | Стейсі Ґаскілл                | США     |         |
| 8     | 1     | Мікела Мойолі                 | Італія  | DNF     |

Великий фінал
| Місце | Номер | Ім'я               | Країна    | Нотатки |
| ----- | ----- | ------------------ | --------- | ------- |
| 1     | 5     | Ліндсі Джекобелліс | США       |         |
| 2     | 8     | Клое Треспеш       | Франція   |         |
| 3     | 3     | Мер'єта О'Дайн     | Канада    |         |
| 4     | 18    | Белль Брокгофф     | Австралія |         |